# Kano Escalante
Alejandro Escalante Molina (Puerto Peñasco, 26 de mayo de 1991), conocido como Kano Escalante, es una celebridad de internet, comediante, cantante de música regional mexicana y compositor. Se dio a conocer en 2019 a través de las redes sociales como comediante, ganando seguidores de distintas partes de América Latina, mayormente en México, gracias a esto abrió un canal en YouTube.
En 2020 comenzó a hacer shows presenciales de comedia, presentándose en diferentes estados del país como Nuevo León, Chihuahua, Quintana Roo, Jalisco, Baja California y Sinaloa. En 2021 debutó en la música con el sencillo «Piñata» lanzado de forma independiente. En 2022 colaboró con el cantante Hansel Martínez lanzando a través de Máxima Elegancia Records la canción «El de Peñasco (En Vivo)».
En el año 2022 firmó con la compañía discográfica Kartel Music. Ese mismo año, estrenó a través de su canal de YouTube el pódcast "Los Mitotes", en el que ha tenido invitados como: Luis R Conriquez, Alemán, Luis Angel El Flaco de Los Recoditos, Junior H, Poncho de Nigris, entre otros.

## Vida personal
Escalante se casó con la también celebridad de internet Mariela Bejarano en 2021, después de años de relación en unión libre. Ambos tienen tres hijos.

## Discografía

### Sencillos
| Título                                            | Detalles                                                                                                  | Ref.   |
| ------------------------------------------------- | --- | ------ |
| «Piñata» (con Gubo)                               | - Publicado: 24 de julio de 2021 - Sello: Independiente - Formato: descarga digital, streaming            | [ 10 ] |
| «Flaco de Oro» (con Gubo)                         | - Publicado: 12 de agosto de 2021 - Sello: Independiente - Formato: descarga digital, streaming           | [ 11 ] |
| «El de Peñasco (En vivo)» (con Hansel Martínez)   | - Publicado: 29 de junio de 2022 - Sello: Máxima Elegancia Records - Formato: descarga digital, streaming | [ 12 ] |
| «El más poderoso (En vivo)» (con Hansel Martínez) | - Publicado: 13 de julio de 2022 - Sello: Máxima Elegancia Records - Formato: descarga digital, streaming | [ 13 ] |
| «El de los lonches» (con Orlando Cuadras)         | - Publicado: 2 de diciembre de 2022 - Sello: Kartel Music - Formato: descarga digital, streaming          | [ 14 ] |
| «Flor hermosa (En vivo)» (con Hansel Martínez)    | - Publicado: 18 de marzo de 2023 - Sello: Huevos de Toro - Formato: descarga digital, streaming           |        |

### Como artista invitado
| Título                                             | Detalles                                                                                      | Ref.   |
| -------------------------------------------------- | --------------------------------------------------------------------------------------------- | ------ |
| «La Cumbia del Carneseca» (de Quinto V Imperio)    | - Publicado: 26 de marzo de 2021 - Sello: Remex Music - Formato: descarga digital, streaming  | [ 15 ] |
| «Los Mitotes» (de Grupo H3 y Los Minis de Caborca) | - Publicado: 12 de agosto de 2022 - Sello: Perro Music - Formato: descarga digital, streaming | [ 16 ] |